# Лобода ряснолиста
Лобода ряснолиста або лобода багатолиста (Chenopodium foliosum syn. Blitum virgatum) — вид трав'янистих рослин родини амарантові (Amaranthaceae), поширений у Євразії й Алжирі.

## Опис
Однорічна рослина 15–60 см заввишки. Верхні листки довго-черешкові, з нижніми зубцями, донизу спрямованими; середні листки середньо-черешкові, з нижніми зубцями, здебільшого спрямованими в сторони; верхні листки вузькі, коротко-черешкові, з нижніми зубцями, здебільшого догори спрямованими. Суцвіття колосоподібне, перерване, залистнене.

## Поширення
Вид поширений у південній Європі (й натуралізований у інших частинах), центральній і південно-західній Азії, в Алжирі; натуралізований у Альберті (Канада) й США.
В Україні зроста на крейдяних і кам'янистих відслоненнях, пісках, засмічених місцях — на всій території. Харчова, фарбувальна рослина.

## Галерея

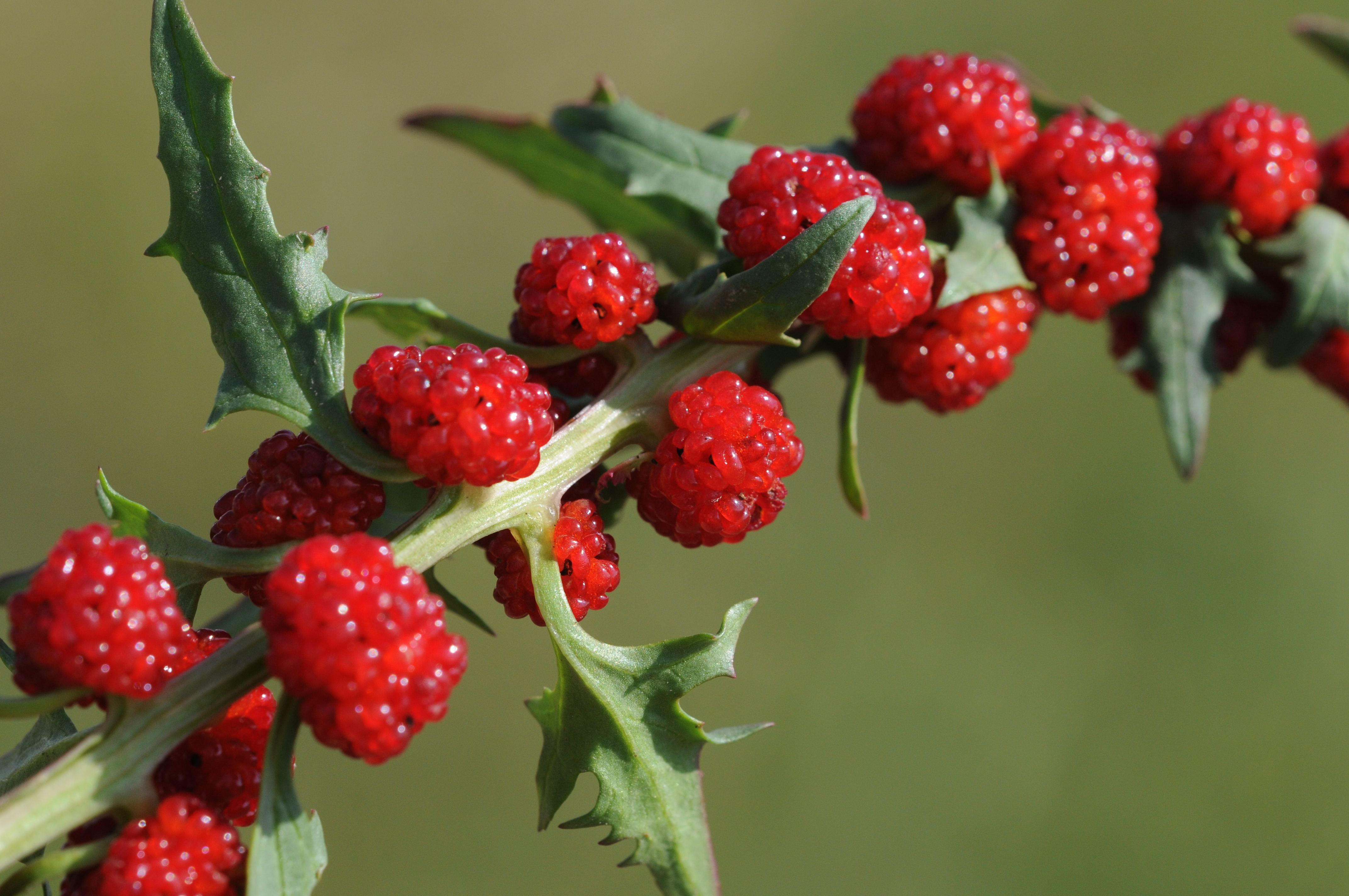
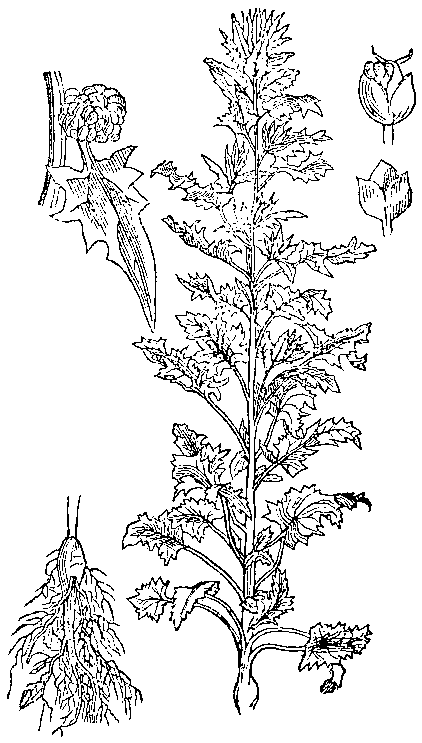